# NGC 2121
NGC 2121 is een open sterrenhoop in het sterrenbeeld Tafelberg. Het hemelobject werd op 9 februari 1836 ontdekt door de Britse astronoom John Herschel.

## Synoniemen
- ESO 57-SC40